# Décès en 996
Décès
- 992
- 993
- 994
- 995
- 996
- 997
- 998
- 999
- 1000

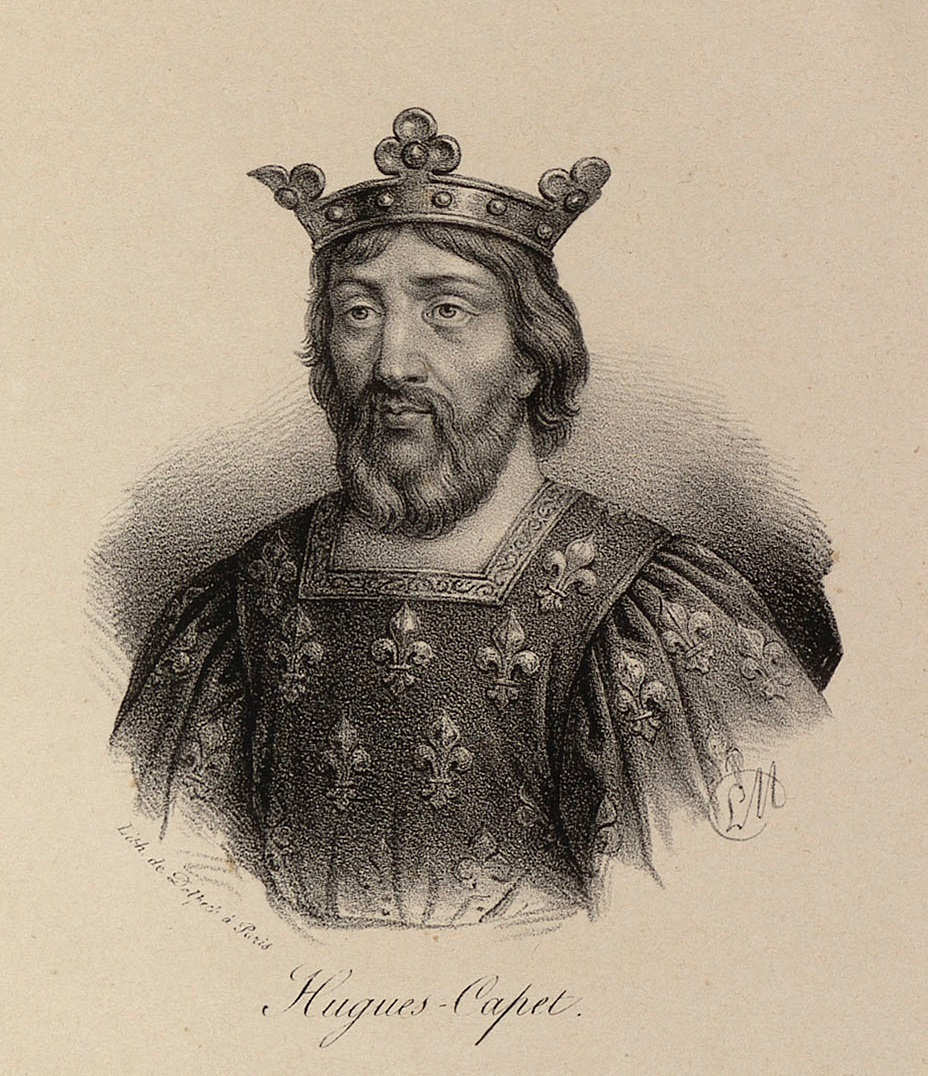
Hugues Capet, mort en 996.

Cette page dresse une liste de personnalités mortes au cours de l'année 996 :
- 12 mars : Eudes de Blois.
- ?? mars : Jean XV, 137e pape de l'Église catholique romaine.
- après le 1er août : Hermann Ier de Lotharingie, comte Palatin de Lotharingie et de plusieurs autres comtés situés le long du Rhin, dont Bonngau, Eifelgau, Mieblgau, Zülpichgau, Keldachgau, Alzey, et Auelgau.
- octobre : Takashina no Kishi, poétesse et courtisane japonaise du milieu de l'époque de Heian.
- 15 octobre : Abu Mansur Nizar al-Aziz Billah, cinquième calife fatimide.
- 24 octobre : Hugues Capet, roi de Francie occidentale
- 20 novembre : Richard Ier de Normandie.

- Ardolf Ier de Guînes, deuxième comte de Guines dit le Posthume.
- Ibn Abî Zayd Al-Qayrawânî, juriste malikite
- Richard Ier de Normandie, duc de Normandie.
- Guillaume Sanche de Gascogne, duc de Gascogne.
- Ki no Tokibumi, poète de waka de l'époque de Heian.

## Crédit d'auteurs
- Cet article est partiellement ou en totalité issu de l'article intitulé « 996 » (voir la liste des auteurs).